# Scharbeutz
Scharbeutz (API : /ʃaʁˈbɔʏts/) est une municipalité dans l'arrondissement du Holstein-de-l'Est (Kreis Ostholstein) en Schleswig-Holstein (Allemagne). Elle est située sur la Baie de Lübeck (mer Baltique), approximativement 20 km au nord de Lübeck et à 15 km au sud-est d'Eutin.

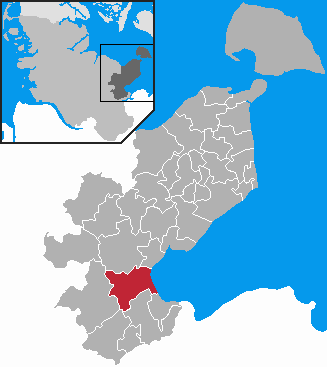
Localisation de Scharbeutz dans l'arrondissement du Holstein-de-l'Est

## Jumelage
- Navajas (Espagne) depuis le 16 mars 1986[1]